# 回れよ地球
『回れよ地球』（まわれよちきゅう）は、20th Centuryの配信限定シングル。

## 解説
2023年11月1日に配信リリースされた。

## 収録曲
1. 回れよ地球
作詞・作曲：藤巻亮太、編曲：藤巻亮太、曽我淳一[2]